# Mount Windsor nationalpark
Mount Windsor nationalpark är en nationalpark i Australien.   Den ligger i delstaten Queensland, i den nordöstra delen av landet, 2 200 km norr om huvudstaden Canberra. Mount Windsor nationalpark ligger 1 289 meter över havet.
I omgivningarna runt Mount Windsor nationalpark växer i huvudsak städsegrön lövskog.